# Еникапы (станция метро)
Еникапы — межпересадочный узел, хаб Стамбульского метрополитена и Румелийской железной дороги на участке Вена-Стамбул. С транспортного хаба возможен переход на:
- Линию 1
- Линию 2
- Румелийскую железную дорогу

Конечная станция Линии 1. Расположена между станциями «Коджа Мустафапаша» и «Шехзадебашы» на Линии 2.
Станция открыта 22 июля 1872 года (как железнодорожная станция на участке Вена-Стамбул).